# Erich Szustak
Erich Szustak (* 31. Dezember 1907 in Wolfenbüttel, † unbekannt) war ein deutscher SS-Mann. Er wurde bekannt als Mörder des Waldenburger Stadtbaurates Kuno Kamphausen, den er während der Röhm-Affäre erschoss.

## Leben und Wirken
Szustak war ein Sohn des Kaufmanns Valentin Szustak und seiner Ehefrau Else, geborene Lampe. Nach dem Schulbesuch erlernte er in Braunschweig das Konditorhandwerk, bevor er als Geselle einige Jahre auf Wanderschaft durch das gesamte Reichsgebiet ging.
Im April 1923 trat Szustak in Wolfenbüttel der nationalsozialistischen Sturmabteilung (SA) bei. Anfang 1932 beteiligte er sich am Aufbau der Schutzstaffel (SS) in Osnabrück (SS-Nr. 26.104), wo er am 1. November 1932 zum SS-Scharführer ernannt wurde.
Kurz nach der Machtergreifung der Nationalsozialisten im Frühjahr 1933 siedelte Szustak in die schlesische Heimat seiner Ehefrau über. Auf Vermittlung von Günther Patschowsky erhielt er eine Stellung im KZ Papenburg, nach dessen Auflösung er beim Kreisausschuss Waldenburg als Hausmeister beschäftigt wurde.
Während der Röhm-Affäre erschoss Szustak am 30. Juni 1934 auf Befehl seines Vorgesetzten Förster den Waldenburger Stadtbaurat Kuno Kamphausen. Der Befehl zur Erschießung Kamphausens erfolgte dabei – anders als die meisten anderen Morde während der Röhm-Affäre – nicht auf Anordnung der nationalsozialistischen Führung, sondern wurde von Szustaks Vorgesetzten Förster eigenmächtig angeordnet. Kamphausen war Förster verhasst, seit er einen Bauantrag von Försters Bruder nicht genehmigt hatte. Szustak behauptete später, davon nichts gewusst zu haben und Kamphausen in der Annahme erschossen zu haben, sich an der Verteidigung der Staatsgewalt gegen einen gewaltsamen Angriff durch Putschisten zu beteiligen. Bemerkenswert war der Fall Kamphausen insbesondere, weil er als einziger Mordfall während der Röhm-Affäre noch während der NS-Zeit gerichtlich verfolgt wurde: Im September 1934 fand vor dem Schwurgericht Breslau ein Prozess gegen die in die Angelegenheit verwickelten SS-Angehörigen aus dem Gebiet Waldenburg statt. Dieses verurteilte drei von acht Angeklagten wegen Freiheitsberaubung und Amtsanmaßung zu Haftstrafen zwischen einem und fünf Jahren, wobei alle Verurteilten auf Druck der SS innerhalb von einem Jahr wieder in Freiheit kamen. Unter den fünf Freigesprochenen war auch Szustak, dem das Gericht mit dem Argument, dass er nicht habe wissen können, dass der Befehl seines Vorgesetzten nicht zur Abwehr eines Angriffs auf die Staatsgewalt, sondern der Austragung einer Privatfehde diene, einen „schuldlosen Irrtum“ zugutehielt.
Da Szustak trotz seiner Freisprechung in Waldenburg durch die lokale Bevölkerung massiv angefeindet wurde, wurde er auf Anordnung Heinrich Himmlers nach Westdeutschland versetzt, wo er 1935 eine Anstellung bei der Staatspolizei in Saarbrücken erhielt.
Am 12. November 1938 wurde Szustak wegen Betrugs durch das SS-Gericht zum SS-Mann degradiert und aus der SS ausgestoßen bzw. nach einem Gnadenentscheid Himmlers degradiert und ausgeschlossen.